# 地溫梯度

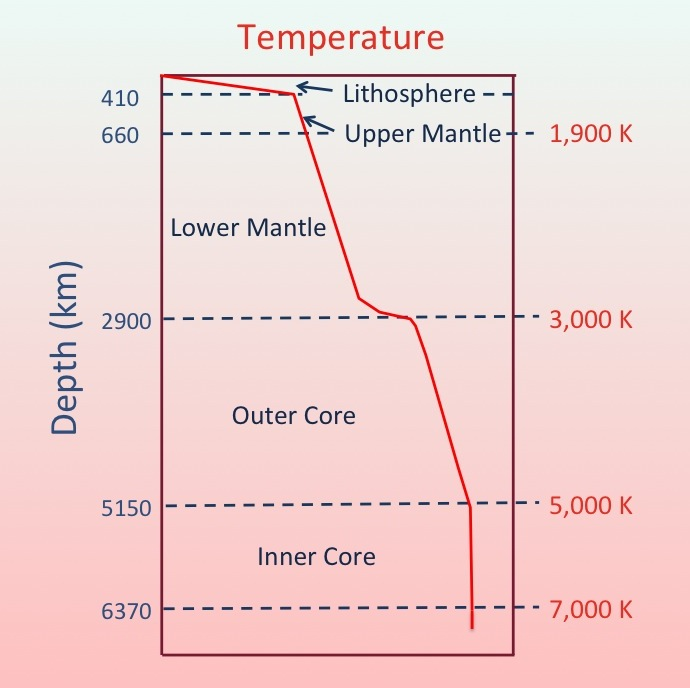
地球内部的温度曲线的示意图（估计）

地溫梯度（英语：Geothermal gradient）是与地球内部深度增加相关的每單位深度的溫度升高變化率。在世界上大部分远离板塊構造的地區裡，接近地表附近的地溫梯度是每公里深度為25–30 °C/km（或 72-87 °F/英里）。严格来说，地热必然是指地球，但概念可能适用于其他行星。藉由行星体跟踪梯度的线被称为地球和其他地球行星上的"地热"（geotherm）。在月球上，它被称为"月热"（selenotherm）。
地球的内部热量来自行星形成时的沉积物的剩余热量，通过放射性衰变产生的热量以及其他来源的热量的组合。地球中主要的发热同位素是钾-40，铀-238，铀-235和钍-232。在行星的中心，温度可以高达7000 K，和压力可能会达到360 GPA（360万个大气压）。

## 地溫梯度的成因
密度和成分的關係

## 参阅
- 地熱
- 陶托那金矿-世界最深的采矿作业在3.9公里（2.4英里）处，岩面温度达到60°C（140°F）。